# Donji Stupnik
Donji Stupnik je naseljeno mjesto u Republici Hrvatskoj u Zagrebačkoj županiji. 

## Zemljopis
Administrativno je u sastavu općine Stupnik. Naselje se proteže na površini od 13,08 km².

## Stanovništvo
Prema popisu stanovništva iz 2001. godine u Donjem Stupniku živi 1184 stanovnika i to u 311 kućanstava. Gustoća naseljenosti iznosi 90,52 st./km².
| broj stanovnika | 788   | 969   | 1033  | 1186  | 1491  | 1603  | 1627  | 1692  | 1575  | 1690  | 1828  | 1830  | 1917  | 948   | 1184  | 1375  | 1447  |
|                 | 1857. | 1869. | 1880. | 1890. | 1900. | 1910. | 1921. | 1931. | 1948. | 1953. | 1961. | 1971. | 1981. | 1991. | 2001. | 2011. | 2021. |

## Znamenitosti
- Crkva sv. Benedikta, zaštićeno kulturno dobro